# Usine électrique la Grande Vapeur
L'usine électrique la Grande Vapeur est une centrale électrique située à Oyonnax, en France.

## Localisation
L'usine est située dans le département français de l'Ain, sur la commune d'Oyonnax.

## Description
Ce bâtiment industriel est construit selon la technique du béton armé banché brut de décoffrage. Le bâtiment a la forme d'un V ouvert, sur deux niveaux, axés sur une tour centrale. Chaque aile est divisée en petites cabines de travail, et reste un exemple rare de forme d'organisation du travail individuel regroupé en un même lieu. 
Dans un but de prévention, une toiture-terrasse fut aménagée en réserve d'eau, reliée à chacune des cabines par un tuyau avec diffuseur. La tour centrale illustre les nouvelles possibilités de l'architecture à plancher en béton armé. À la croisée des couloirs distributifs, au rez-de-chaussée et au premier étage, deux bassins en couronne équipés de lavabos servaient au lavage des peignes. Le béton est utilisé également pour les poutres et les colonnes ainsi que pour les encadrements des fenêtres, de l'escalier...

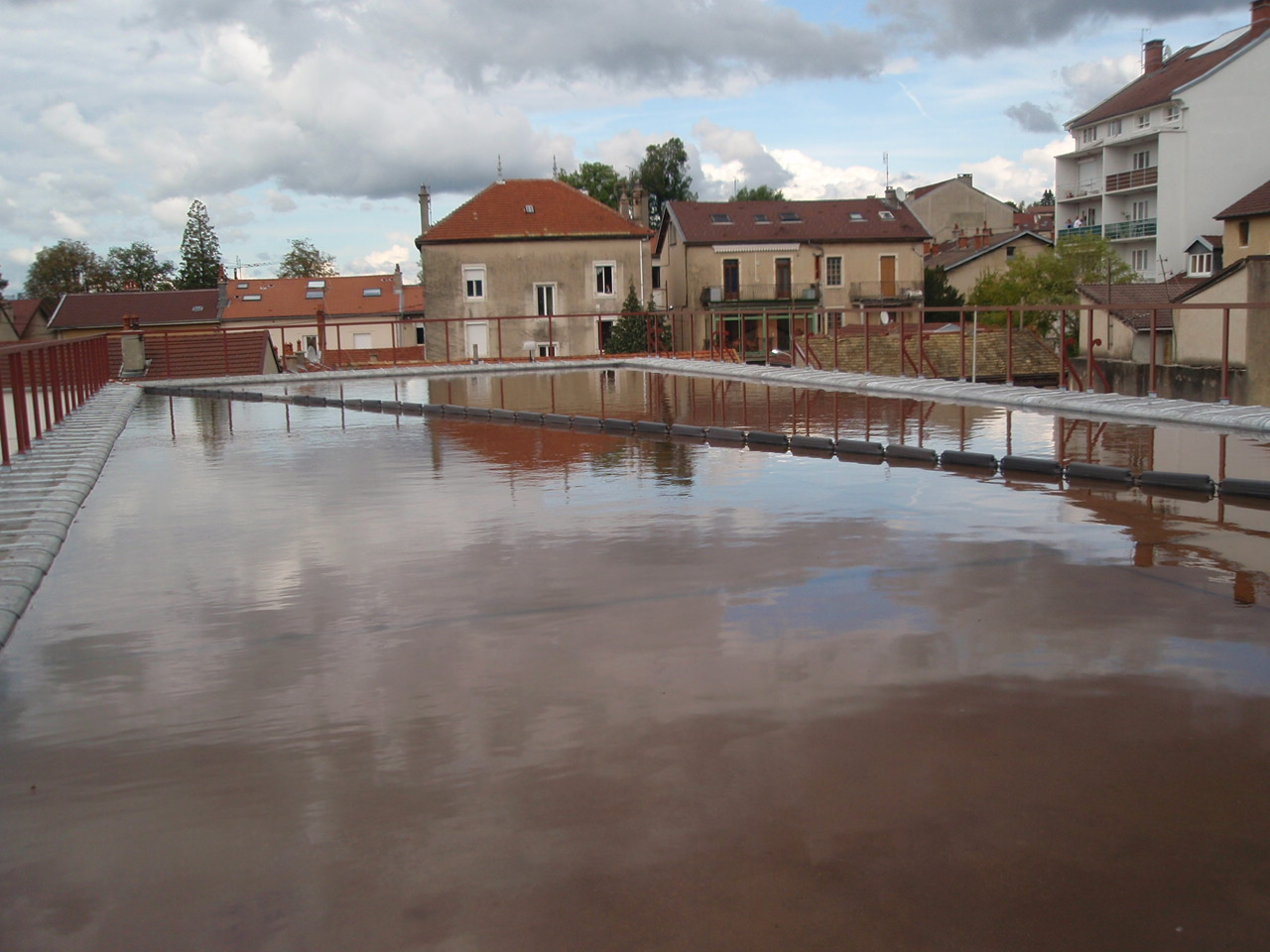
Toiture servant de réservoir d'eau.
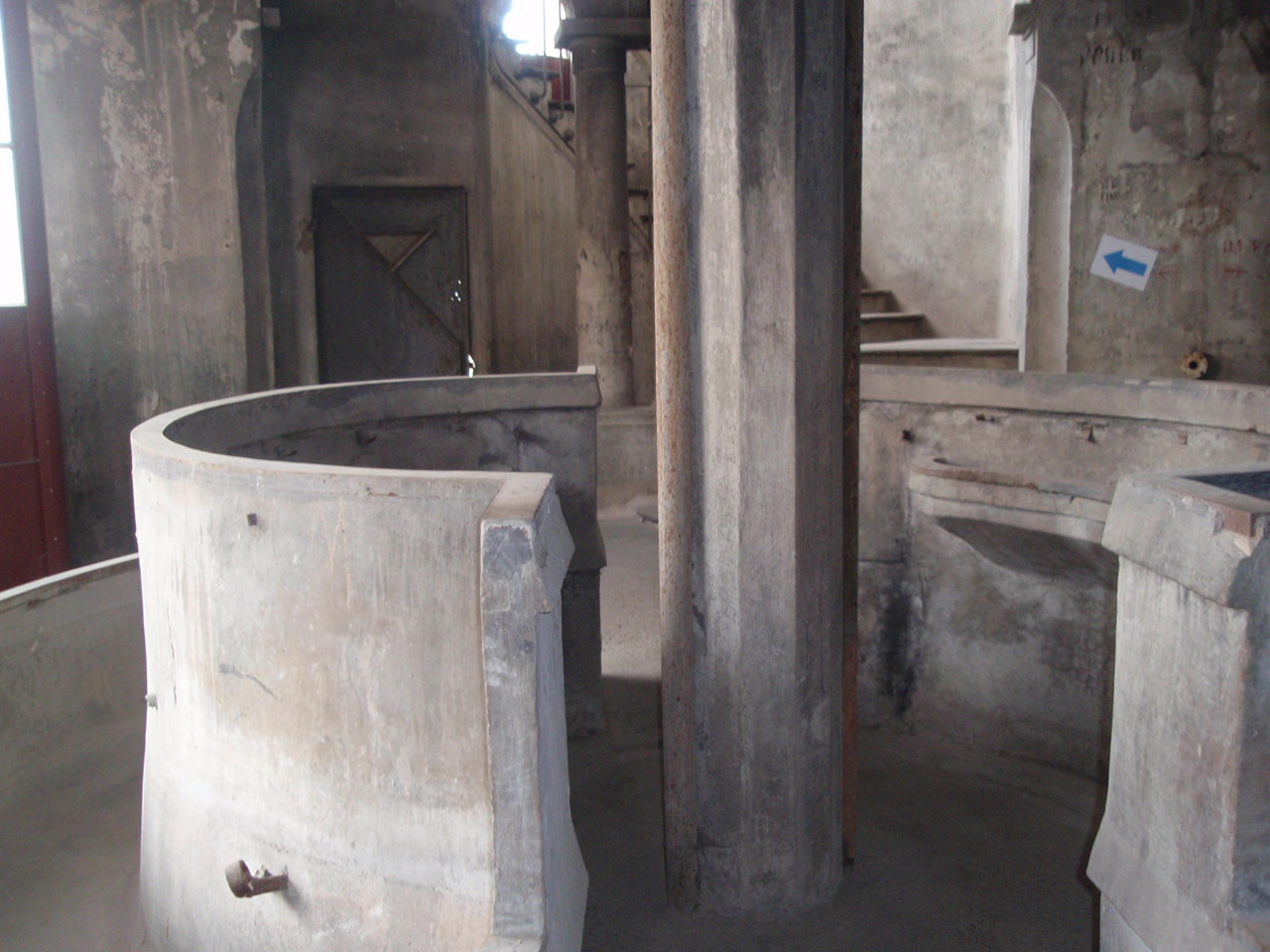
Lavabos servant au lavage des peignes.
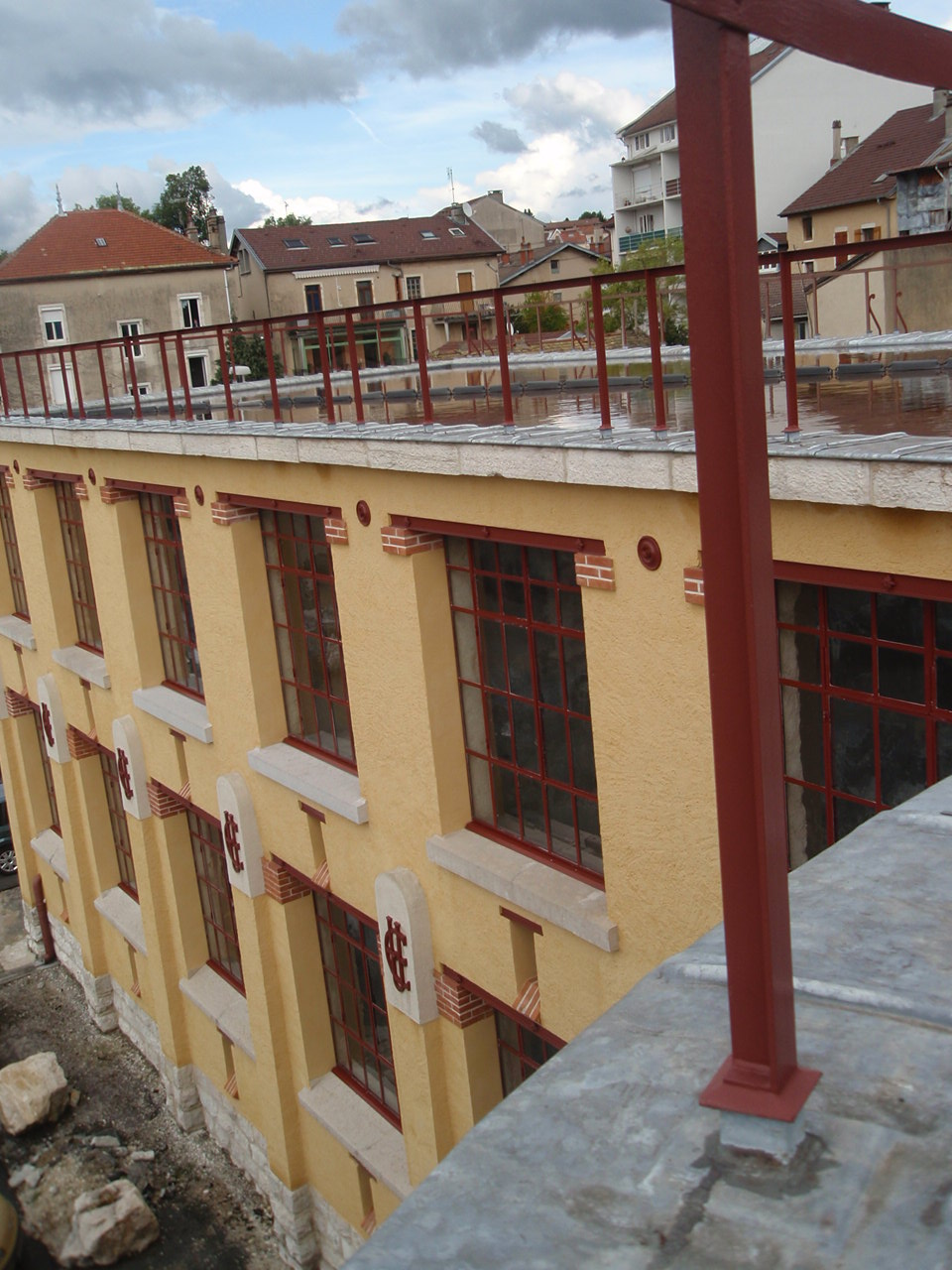
Détails sur la façade.
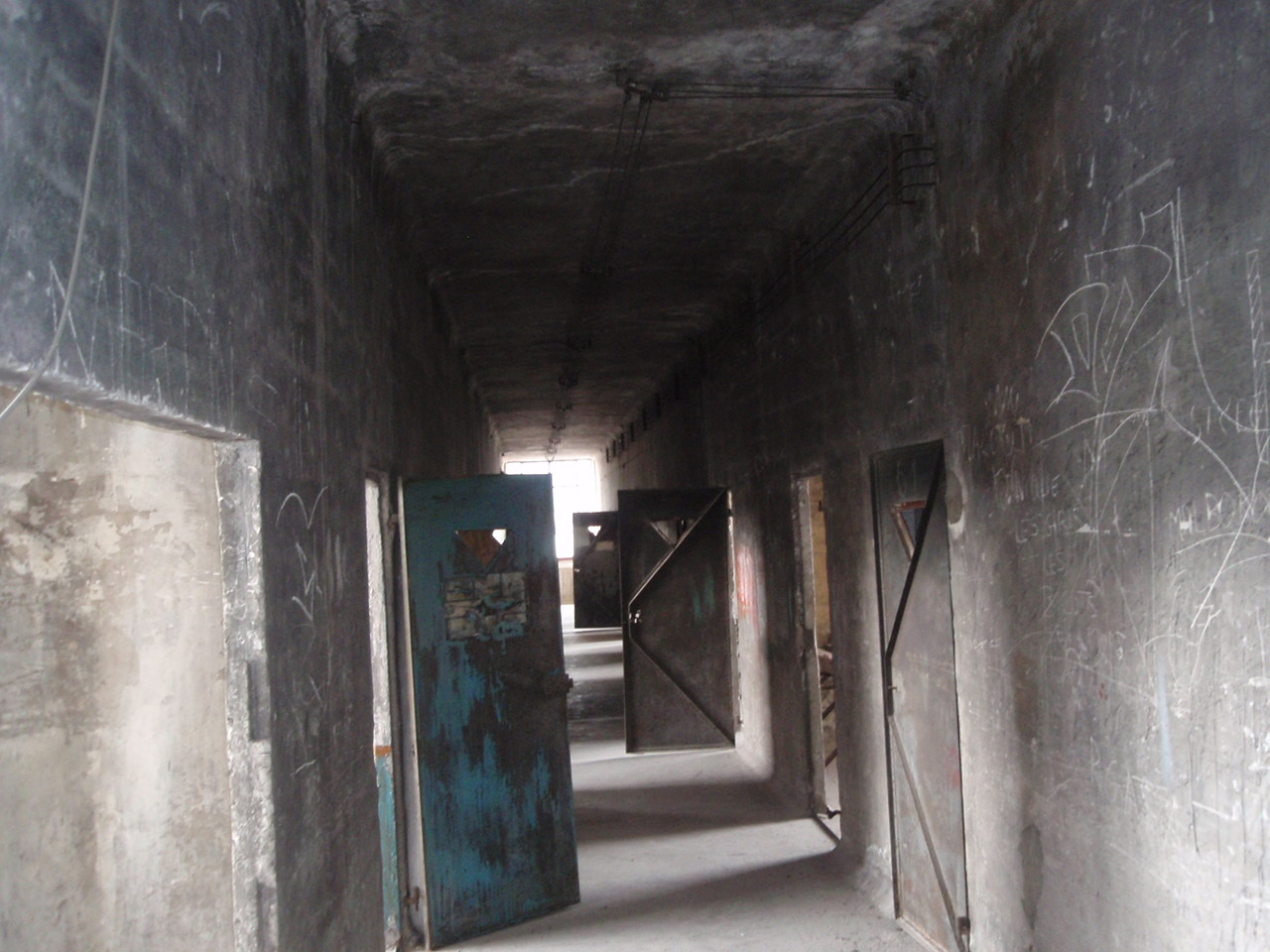
Intérieur du bâtiment actuellement.

## Historique
La Grande Vapeur est un bâtiment construit en 1905, par l'architecte Auguste Chanard. À l'époque, c'est une usine d'une nouvelle génération : elle est composée d'une soixantaine de cabines individuelles branchées sur un seul moteur grâce à la transmission de courroies. Elles sont louées par les ouvriers, appelés « piéçards » car payés à la pièce. Ceux-ci sont donc totalement indépendants, hormis le fait qu'ils sont sous l'autorité de l'Union électrique — ancien nom d'EDF — propriétaire des lieux et fournisseur de l'énergie nécessaire aux machines. L'usine fonctionne ainsi un demi-siècle, avant l'invention de la presse à injecter.
Les extérieurs de l'édifice sont classés au titre des monuments historiques en 1988 et les intérieurs sont inscrits cette même année.